# Cristina Escrivà Moscardó
Cristina Escrivà Moscardó (Quart de Poblet, 1959) és una gestora cultural i escriptora. De formació multidisciplinària i activista compromesa amb la recuperació de la memòria col·lectiva, està vinculada al món de l'educació i va estudiar història contemporània la Universitat de València. Investigadora de fonts orals i comissària d'exposicions, és autora de documentals i de més de 70 publicacions de recerques.

## Ressenya biogràfica
Incansable per la cultura del País Valencià,pertany a la Societat d'Història de l'Educació dels Països de llengua catalana, filial de l'Institut d'Estudis Catalans, a l'Associació de Gestors i Gestores Culturals del País Valencià, i a l'Associació d'Escriptor(e)s en Llengua Catalana. Des del 2013 fou vocal de la Societat Coral el Micalet, en què coordinà la secció d'Actes Culturals i Biblioteca. Actualment és vocal de l'Associació Valenciana per a la Investigació amb Fonts Orals, AVIFOR, amb seu a la Universitat d'Alacant, i presidenta de l'Associació Cultural Institut Obrer de València. També pertany al comité assessor de la Càtedra de Memòria Històrica del Segle XX, de la Universitat Complutense de Madrid.
Com a conferenciant o congressista ha participat en múltiples reunions, estatals i internacionals, com ara les Conferències Internacionals de l'ISCHE. Les matèries en què treballa van des del lliure pensament a les colònies escolars i l'ensenyament a l'estat espanyol, la repressió política, l'anarquisme i la cultura, segons estudis feministes i de gènere, durant els anys de la República. Un dels seus darrers treballs és un conte en què les protagonistes són les tres magues de gener, Llibertat, Igualtat i Fraternitat-sororitat, inspirat en la cavalcada laica que es féu a València el gener del 1937, quan la ciutat era seu del Govern republicà. Feta de nou realitat, Escrivà coordina els actes de la "Setmana de la Infantesa" i la "Festa de la infantesa". Actualment treballa en la biografia de la feminista Elisa Soriano Fischer.

## Llibres publicats
- La cultura de la solidaritat, 1936-1939. Pràctiques de resistència quotidianes. L'ètica civil republicana, Madrid, Congrés La Guerra Civil del 1936 - 1939, Societat Estatal de Commemoracions Culturals, 2006 (obra col·lectiva). Edició electrònica.

- València, la ciutat dels sabuts. 70 aniversari del II Congrés Internacional d'Escriptors per a la defensa de la cultura, València, Societat Coral el Micalet, 2007. (Comissària de l'exposició, editora literària i coautora).
- Catàleg de l'exposició La Revolució Llibertària. 70 aniversari del 19 de juliol de 1936, Madrid, Queimada, 2007 (editora literària i coautora). Traduïda a l'anglés i francés.
- Una banyeresa del seu temps, Àngela Sempere Sanjuán, Banyeres de Mariola, Associació Cultural Font Bona, 2007 (prologuista).
- La Paz es nua, 30 dones d'un infinit, València, L'eixam, 2007.
- Recorregut republicà. De Peset a Timoteu. L'eixam, 2007.
- Llibre de ponències del 30 aniversari del Moviment Feminista al País Valencià, 2008 (obra col·lectiva).
- Guia didàctica La Revolució Llibertària, València, L'eixam, 2008.
- L'escola de la Segona República, Sevilla, Fundació Caixa Sol, 2008 (coautora).
- Arxiu de la memòria de la Fundació Salvador Seguí, València, L'eixam, 2008 (coautora).
- Els Instituts per als Obrers, un bonic somni republicà, València, L'eixam, 2008.
- Botànic-Jesuïtes: un paisatge compartit, València, Universitat de València, 2008 (comissària de l'exposició, editora literària i coautora).
- València, capital cultural de la República (1936-1937). Publicacions de la Universitat de València, 2008 (obra col·lectiva).
- Catàleg de l'Exposició La mort de la llibertat. Repressió franquista al Moviment Lliberal, València, L'eixam, 2009 (comissària de l'exposició, editora literària i coautora).
- Guia didàctica Els Instituts per als Obrers, València, L'eixam, 2009.
- Arrels de fang, Ajuntament de Benetússer, València, 2010 (comissària de l'exposició permanent, editora literària i coautora).
- Catàleg de l'exposició L'Escola  1931-1939, València, L'eixam, 2010 (editora literària i autora).
- Catàleg de l'Exposició 100 anys d'anarcosindicalisme, València, L'eixam, 2010 (editora literària i coautora).
- Els horts solidaris. Les Colònies Escolars de Picanya, 1937-1939. Premi de recerca.
- Guia urbana València i les dones republicanes. Un somni igualitari fet realitat, València, L'eixam, 2011.
- De bombes negres a daurades taronges. Colònies escolars 1936-1939. València, L'eixam, 2011 (coautora).
- L'internat-escola Durruti, 1937-1939, València, Associació Cultural Institut Obrer, 2011.
- Cultura per a tots. El moviment llibertari i l'educació, València, Fundació Salvador Seguí, 2012 (coautora).
- Els ulls de Walter Reuter, València, Associació Cultural Institut Obrer, 2012.
- Guia urbana Des de la Unió Soviètica als magatzems de l'illa de Cuba. Passeig urbà pels carrers de la València republicana, València, L'eixam, 2012.
- La cohesió social i l'educació, Girona, Universitat, 2012 (obra col·lectiva).
- Llengua, literatura i educació a l'estat espanyol (segle XX), Universitat de Lleida, Peter Lang Bern, Internacional Academic Publishers, 2012 (obra col·lectiva).
- Les Brigades Internacionals a Benicàssim. I i II Jornades Internacionals de Memòria Històrica, Madrid, Cultivalibros, 2013 (editora i coautora).
- Homenatge a Juan Marín i a la generació de DIR, València, Vicerectorat de Cultura i Igualtat de la Universitat de València, 2013 (editora literària i coautora).
- Les cobles ocultes de la República, Madrid, Cultivalibros, 2013 (editora literària).
- Les Brigades Internacionals a Benicàssim. III Jornades Internacionals de Memòria Històrica, València, El petit editor, 2014 (editora i coautora).
- 75 anys del bombardeig de Xàtiva, la repressió franquista, 2014, Xàtiva.
- Bétera, de la República al franquisme, Bétera, Esquerra Unida, 2014 (coautora).
- La infància de la Segona República. La colònia infantil de Bellús, 502 escolars salvats de la guerra, Xàtiva, 2014.
- En el centenari d'Alejandra Soler, València, Vicerectorat de Cultura i Igualtat de la Universitat de València, 2014 (coautora).
- Artea eta erbestea, 1936-1960. Arte i exili, Sant Sebastià, Hamaika Bide Elkartea, 2015 (obra col·lectiva).
- Si hagués de començar de nou. Memòries de Juan Marín, 1934-2004. València, PUV, 2015 (editora literària).
- Apunts sobre fonts orals i la seua gestió, València, El petit editor, 2015 (coautora).
- Paraules sobre l'herència cultural de la República, València, Societat Coral el Micalet, 2015 (coautora).
- València 1939-1975, una ruta pels vestigis de la dictadura franquista, València, Associació Cultural Institut Obrer, 2015 (coautora).
- Les Tres Magues de gener, València, Societat Coral el Micalet, 2015.
- Impostures. Blablablismes i altres coales. València, El petit editor, 2016 (coautora).
- València 1808-2015. La història continua. València, Balandra edicions, 2016 (obra col·lectiva).

## Comissària d'exposicions[calcitació]
- La memòria viva. Les dones de Bétera, (Ajuntament de Bétera , 2002). -Educar en Guerra, l'Institut Obrer de València, (CCOOPV- FEIS, 2003).
- La mirada del fotògraf Ismael Latorre, La força de donar. (PSPV, València, 2005).
- La força de donar, fotografies d'Ismael Latorre Mendoza i poemes d'Emili Olmos (Societat Coral el Micalet, València, 2005).
- Educar en la guerra. L'Institut Obrer de València en l'obra de Walter Reuter, 1936-1939 (Universitat de València, 2005).[12]
- La Revolució Llibertària. 70 aniversari del 19 de juliol de 1936 (Ateneu de Madrid, 2006).
- Instituts Obrers: València-Sabadell 1936-1939 (Ajuntament de Sabadell, 2006).
- Lluís Vidal i Walter Reuter (Societat Coral el Micalet, València, 2006).
- La lectura obrera, durant la II República  (Ajuntament de Potries, 2007).
- València, la ciutat dels sabuts. 70 aniversari del II Congrés Internacional d'Escriptors per a la defensa de la cultura (Societat Coral el Micalet, València, 2007).
- Botànic-Jesuïtes: un paisatge compartit (Jardí Botànic de la Universitat de València, 2008).
- Temps de República (C. M. Rector Peset de la Universitat de València, 2008).
- La mort de la llibertat. Repressió franquista al Moviment Llibertari (Ateneu de Madrid, 2009).
- Els Instituts per als Obrers (Societat Coral el Micalet, València, 2009.
- Arrels de fang, exposició permanent (Museu de Benetússer, València, 2010).
- La Escola 1931-1939 (C. M. Rector Peset de la Universitat de València, 2010).
- 100 anys d'anarcosindicalisme (Museu d'Història de Catalunya, Barcelona, 2010).
- 100 anys d'anarcosindicalisme a Lleida (Sala Montsuar de l'Institut d'Estudis Ilerdencs, Lleida, 2012).
- Els ulls de Walter Reuter (Societat Coral el Micalet, València, 2012).
- La terra amaga secrets, exposició permanent (Museu de Benetússer, València, 2013).
- Els últims cinc anys de la Setmana Cultural i Premis Miquelet (Societat Coral el Micalet, València, 2014).
- Anarcosindicalisme de la Transició a la nostra època (Octubre, Centre de Cultura Contemporània, València, 2014).
- L'amor als infants (Societat Coral el Micalet, València, 2015-2016).

## Altres treballs i activitats
A més, és guionista de documentals de temes educatius, de gènere i republicans. Coordinadora de Seminaris. Editorial literària i guia de rutes memorialistes per a la ciutat de València. Autora d'articles de revistes i blocs i una pàgina web dedicada a la història oral, a la recuperació de la memòria col·lectiva republicana i als instituts per als treballadors. Les seues investigacions sobre el fotògraf alemany Walter Reuter, el qual ha documentat la seua etapa durant la Guerra Civil de Franco, li va portar a realitzar exposicions sobre ell. Especialista en els Instituts Obrers de València, Sabadell, Barcelona i Madrid, i en les Colònies Permanents republicanes, els seus treballs es troben en fonts orals.

## Premis
Un dels premis guanyats de recerca li fou donat pel Consell de Picanya el 2011.
L'any 2008, li donaren el Premi d'Honor de la II Edició del Festival Internacional de Cinema per a la integració (2008).
El 2007, el documental La utopia desarmada. Memòria d'un País Valencià republicà" 75", d'Info TV (2006), del director Sergi Tarín, rebé el Premi Tirant del Públic al millor film valencià, amb documentació i producció de Cristina Escrivà.